# Straßenbahn Bad Salzuflen
Die Straßenbahn Bad Salzuflen war das Straßenbahn-System der Stadt Bad Salzuflen und ihrer zum 1. Januar 1969 eingemeindeten Nachbarstadt Schötmar.
Der meterspurige Straßenbahnbetrieb bestand von 1909 bis 1924; zuständige Verkehrsunternehmen waren die Bad Salzufler Straßenbahn GmbH und die Schötmarsche Straßenbahn GmbH.

## Geschichte

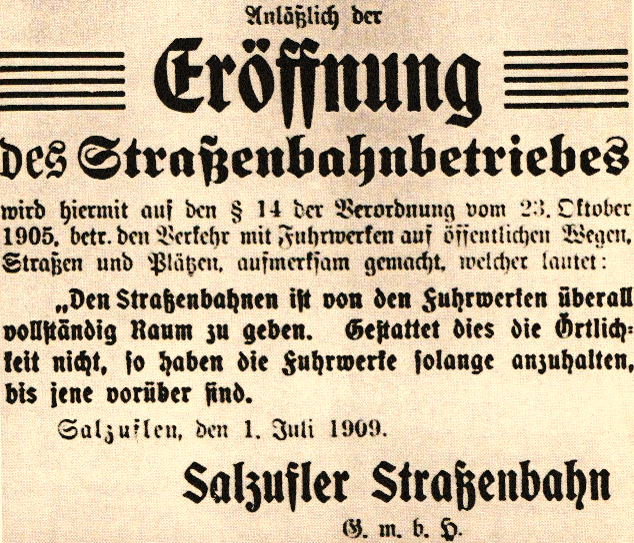
Anzeige Eröffnung im „Allgemeinen Anzeiger“

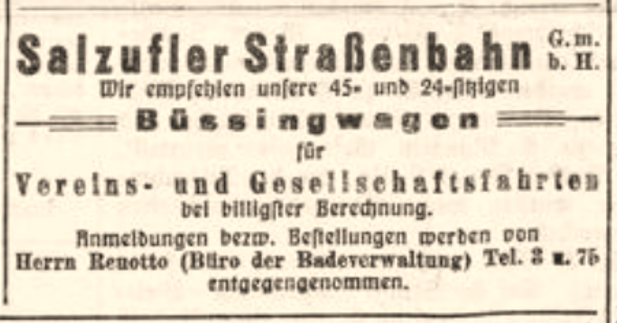
Anzeige Büssingwagen im „Allgemeinen Anzeiger“ (5. Mai 1928)

Die Bad Salzufler Straßenbahn GmbH wurde auf Anregung der Ärzteschaft und der Badeverwaltung der Stadt Bad Salzuflen gegründet. Die von dieser eröffnete Straßenbahn verband ab dem 1. Juli 1909 auf einer 3,2 Kilometer langen eingleisigen Strecke, die über Ausweichen verfügte, den Bahnhof Bad Salzuflen, seit 1880 an die Bahnstrecke Herford–Himmighausen angeschlossen,  mit dem Kurhaus und dem Bahnhof der Herforder Kleinbahn. Die Bahn wurde als deichsellose Pferdebahn betrieben und beförderte 1912 bereits 57.000 Fahrgäste. Dies entspricht, da der Verkehr in den Wintermonaten eingestellt wurde, einer Beförderungszahl von täglich 200 bis 300 Personen. Die Strecke verlief vom Bahnhof ausgehend über die heutige Bahnhofstraße, durch die Osterstraße und die Straße Am Markt, zwischen Salzhof und Postgebäude hindurch in die Lange Straße bis zur vorläufigen Endhaltestelle in der Parkstraße.
Der Erfolg der Straßenbahn veranlasste die Stadt Schötmar, zwischen ihrem Bahnhof und Bad Salzuflen ebenfalls eine Bahn einzurichten. Diese benutzte bis zum Kurhaus die Infrastruktur der Bad Salzufler Straßenbahn GmbH. Da sich diese rund 1,7 Kilometer lange Strecke im Gegensatz zur bestehenden Bahn in Bad Salzuflen nicht rentierte, wurden die Gleisanlagen schon 1915 wieder abgebaut. Noch vor dem Ersten Weltkrieg war geplant, die verbleibende Straßenbahn in Bad Salzuflen zu elektrifizieren. Kriegsbedingt wurde dieses Projekt aufgegeben. Durch die Inflation in den 1920er Jahren kam das Unternehmen zunehmend in Schwierigkeiten und die Bahn wurde am 23. Mai 1926 stillgelegt. Nachdem die Gleise kurz darauf entfernt waren, wurde hier, wie auch auf der Schötmarscher Strecke, ersatzweise eine Omnibuslinie eingerichtet.

### Nach der Stilllegung
„Bad Salzuflen, den 3. Mai
Die Schienen der Salzufler Pferdebahn, die zum Teil noch immer nicht aus den Straßen der Stadt entfernt sind, bilden ein erhebliches Verkehrshindernis. Ganz besonders wird an der Ecke am Kaiserhof der dortige bedeutende Verkehr durch die weit über dem Straßenpflaster liegenden Schienen gefährdet. Stets kann man Radler beobachten, die an diese Schienenstränge anstoßen oder in dieselben hineingeraten und in den meisten Fällen mit dem Rade zu Sturz kommen. Kommt dann gerade noch einer der großen Büssingwagen oder ein sonstiges großes Fuhrwerk vorbei, so ist ein Unglück meistens nur durch größte Geistesgegenwart zu vermeiden. Daß im übringen auch der Wagenverkehr durch die Schienen gefährdet wird, ist durch den Unfall des Pecher’schen Milchwagens am Schliepsteiner Turm, wo am 1. Mai in den Hauptverkehrsstunden ein Rad des Wagens in die Schienen geriet, glatt vom Wagen abgerissen und total zertrümmert wurde, zur Genüge bewiesen.
Diesem Uebelstande muß endlich abgeholfen werden, ehe ein größeres Unglück passiert.“